# Center (Missouri)
Center – miasto w Stanach Zjednoczonych, w stanie Missouri, w hrabstwie Ralls.